# 科拉比亞
科拉比亞是羅馬尼亞的城鎮，位於該國南部，距離首府斯拉蒂納73公里，由奧爾特縣負責管轄，面積92.84平方公里，海拔高度47米，2009年人口19,580，大多數居民信奉東正教。